# معركة رداع 2013
معركة رداع 2013 هجوم شنه الجيش اليمنى ضد مسلحي جماعة أنصار الشريعة وعناصر من تنظيم القاعدة، في محافظة البيضاء في منطقة رداع ومديرية ولد ربيع وقرية المناسح بغرض استعادة المدن لسيطرة الدولة والإفراج عن 3 معتقلين أجانب لدى المسلحين بعد فشل محادثات وجهود وساطه مع المسلحين للإفراج عن المخطوفين. توقف القتال بعد نجاح وساطة قبلية أخرى بين الحكومة والقاعدة قادها مشائخ من قبيلة مراد في محافظة مأرب قضت بانسحاب مسلحي القاعدة إلى خارج رداع وإيقاف المعارك.

## خلفية
عقب المواجهات العسكرية في معركة أبين 2012 ، فر عدد من عناصر جماعة أنصار الشريعة من أبين إلى مدينة رداع، وتمركزوا في مناطق مديرية ولد ربيع، والمناسح، مسقط رأس القائد الميداني للمسلحين الشيخ عبد الرؤوف الذهب وإخوانه. ويمتلك التنظيم أسلحة ومعدات ثقيلة، كان قد سيطر عليها في حروبه مع الجيش بمحافظة أبين، كما استحدث التنظيم معسكرات للتدريب في منطقتي "بلكلا" أو "بكلا" ، والمناسح 
وتعد مدينة رداع الأهم بمحافظة البيضاء، وتقع على بعد 170 كيلومترا جنوب العاصمة صنعاء، ويشكو أهالي منطقة رداع وخصوصا «قيفة» -التي ينتمي إليها عبد الرؤوف الذهب وشقيقه عبد الإله المتهمان بالارتباط بتنظيم القاعدة- من هجمات الطائرات الأميركية دون طيار التي زادت من استهداف «مشتبه بهم». ويقول الأهالي إن الهجمات تودي بحياة الأبرياء كما حدث في سبتمبر الماضي حين سقط 11 مدنيا بينهم نساء وأطفال بقصف سيارة مدنية بالمنطقة.
وكان مسلحو القاعدة بقيادة طارق الذهب -الذي قتل في صراع عائلي- قد دخلوا المدينة في يناير 2012 واستولوا على مسجد العامرية، وقلعة رداع الأثرية، وأخرجوا بوساطة قبلية عقب تلبية السلطات مطلبهم بإطلاق سراح شقيقه نبيل الذهب، إلا أن المسلحين عاودوا من جديد نشاطهم.

## وساطة قبل المعركة
كلفت الحكومة نائب رئيس الأركان العامة اللواء الركن/ محمد علي المقدشي، بقيادة حملة عسكرية والنزول لتطهير المناطق التي تسيطر عليها عناصر القاعدة في مديريات رداع وتخليص المختطفين الأجانب. وقام مشائخ قبليين بمحاولة وساطة لإيقاف المعركة وإقناع مسلحي القاعدة واثنين من قادتهم عبد الرؤوف الذهب، وأخيه عبد الإله الذهب بتسليم أنفسهم إلى السلطات والإفراج عن ثلاثة رهائن، هم زوجان فنلنديان ورجل نمساوي يدرسون اللغة العربية في اليمن خطفوا من صنعاء في 21 ديسمبر 2012 ، قال مسؤول يمني إنهم بيعوا لاحقا لأعضاء في تنظيم القاعدة ونقلوا إلى محافظة البيضاء. ، وأدى فشل الوساطة القبلية إلى اندلاع المعركة.

## الخط الزمني
- في عصر يوم 28 يناير: أقدم انتحاري تابع لتنظيم القاعدة بتفجير سيارة مفخخة استهدفت «نقطة حرم» بمدخل مدينة رداع ما أدى إلى مقتل 14 جندياً وإصابة 17 آخرين ومقتل منفذ العملية [5] ، وقتل 3 جنود في هجوم آخر.[6]
- 29 يناير ذكرت مصادر عسكرية وقبلية يمنية لبي بي سي أن ما لايقل عن 19 مسلحا يعتقد أنهم ينتمون لتنظيم القاعدة قتلوا في سلسلة هجمات جوية ومدفعية للجيش استهدفت مواقع في منطقتي قيفه والمناسح بمحافظة البيضاء.[7]
- أعلنت وزارة الدفاع اليمنية، مقتل 67 من جماعة أنصار الشريعة المرتبطة بتنظيم القاعدة، في المعارك الضارية مع الجيش بمديرية ولد ربيع بمحافظة البيضاء جنوب شرق اليمن، خلال اليومين الماضيين.[8]

## وساطة جديدة لإيقاف المعركة
في مساء الثلاثاء 29 يناير تمكنت وساطة قبلية من مشايخ قبيلة مراد بمحافظة مأرب من تهدئة المعارك بين قوات الجيش ومسلحين يعتقد ارتباطهم بتنظيم القاعدة في محافظة البيضاء بعد أن التقت محافظ البيضاء اللواء الركن الظاهري الشدادي الذي وصل ظهر 28 يناير إلى رداع بتكليف من الرئيس عبد ربه منصور هادي للإشراف على العملية العسكرية. وتخللت مساعي الوساطة اشتباكات متقطعة بين الحين والاخر.